# 山翠苑
山翠苑（英語：Shan Tsui Court），是香港的一個居屋屋苑，位於香港柴灣峽大潭道200號，由王歐陽（香港）有限公司設計，德榮建築有限公司承建，鄰近興民邨，在1981年落成，是香港最早落成的居屋屋苑之一。跟一般居屋不同，山翠苑所有單位均不用補地價，而且一律都可以在公開市場自由轉讓。

## 屋苑資料

### 樓宇
| 樓宇名稱（座號） | 樓宇類型            | 落成年份 | 樓宇層數 （住宅層數） | 每層伙數 | 每座單位數目（伙） | 建築師                 | 承建商           | 提供的升降機廠商 |
| ---------------- | ------------------- | -------- | --------------------- | -------- | ------------------ | ---------------------- | ---------------- | ---------------- |
| 翠珮閣（A座）    | 非標準型 （十字型） | 1981年   | 28                    | 8        | 224                | 王歐陽（香港）有限公司 | 德榮建築有限公司 | 三菱 TFHL (DC)   |
| 翠瑜閣（B座）    | 非標準型 （十字型） | 1981年   | 28                    | 8        | 224                | 王歐陽（香港）有限公司 | 德榮建築有限公司 | 三菱 TFHL (DC)   |
| 翠琳閣（C座）    | 非標準型 （十字型） | 1981年   | 28                    | 8        | 224                | 王歐陽（香港）有限公司 | 德榮建築有限公司 | 三菱 TFHL (DC)   |
| 翠碧閣（D座）    | 非標準型 （十字型） | 1981年   | 28                    | 8        | 224                | 王歐陽（香港）有限公司 | 德榮建築有限公司 | 三菱 TFHL (DC)   |

然而鑑於不明原因，房委會將A座、B座分別稱作「翠佩閣」及「翠愉閣」。

山翠苑於2010年進行外牆翻新工程。

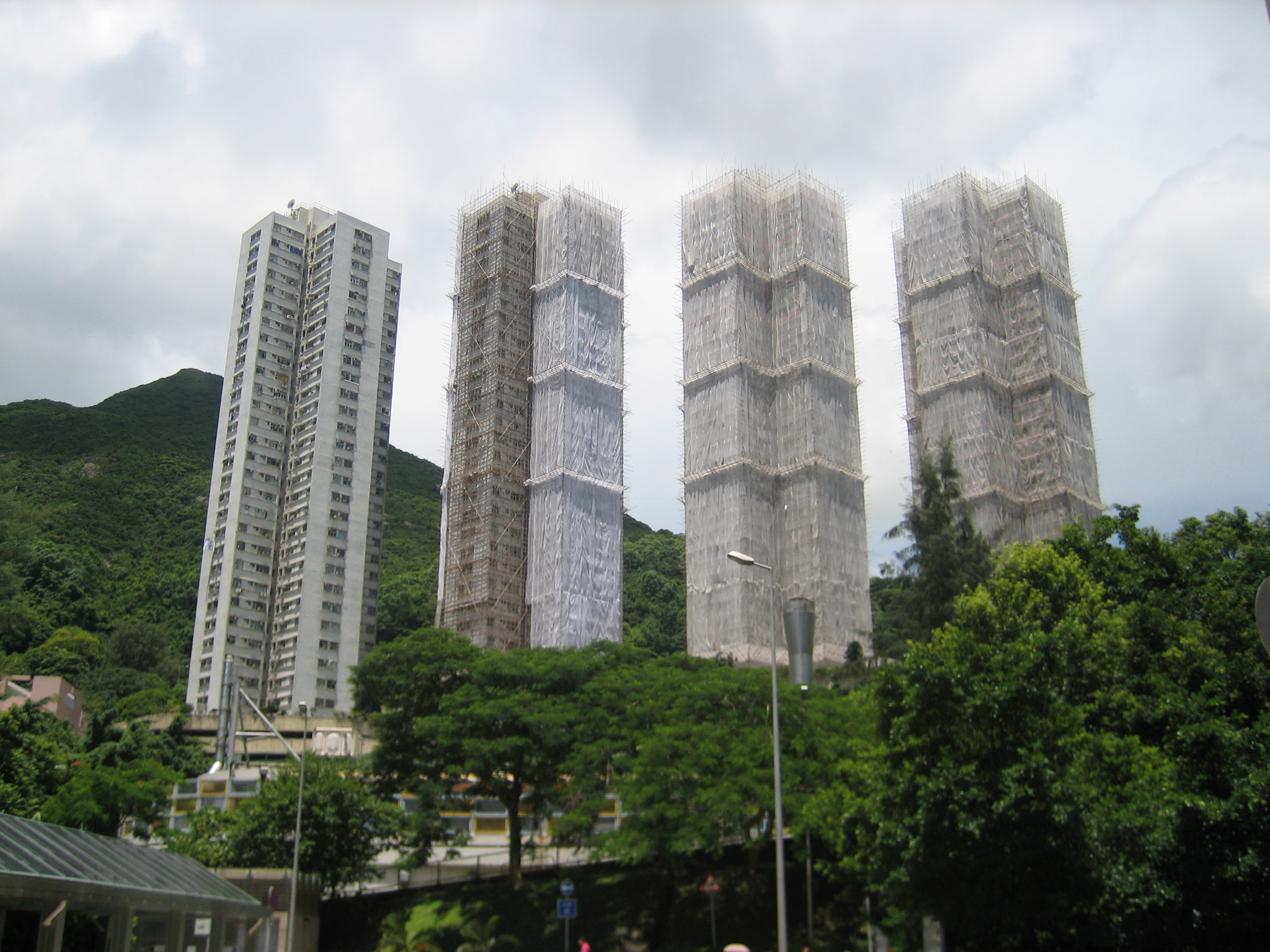
山翠苑外牆翻新工程（2010年8月）

## 外部連結
- 香港房屋委員會：山翠苑
舊版網站 （页面存档备份，存于）